# هامفری لیولد (فیزیکدان)

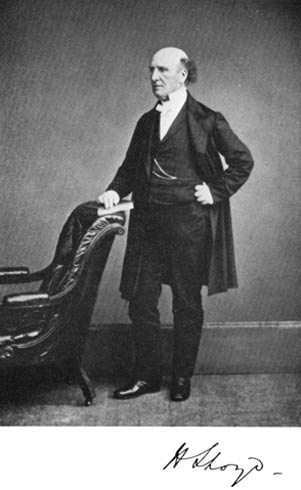
نگاره‌ای از هامفری لیولد، فیزیک‌دان اهل بریتانیا

 هامفری لیولد (انگلیسی: Humphrey Lloyd؛ زاده ۱۸۰۰ درگذشته ۱۸۸۱) فیزیک‌دان اهل بریتانیا بود.